# Saltos ornamentais no Campeonato Europeu de Esportes Aquáticos de 2021 - Trampolim 1 m individual feminino
A prova do trampolim 1 m individual feminino dos saltos ornamentais no Campeonato Europeu de Esportes Aquáticos de 2021 ocorreu no dia 11 de maio na Arena Danúbio, em Budapeste na Hungria.

## Calendário
| Fase       | Data       | Hora  |
| ---------- | ---------- | ----- |
| Preliminar | 11 de maio | 12:30 |
| Final      | 11 de maio | 20:20 |

Todos os horários estão no horário local (UTC+1)

## Medalhistas
| Ouro                  | Prata                   | Bronze                 |
| Elena Bertocchi (ITA) | Michelle Heimberg (SUI) | Chiara Pellacani (ITA) |

## Resultados
Esses foram os resultados da competição.
| Pos.              | Saltadora            | Nacionalidade | Preliminar | Preliminar | Final         | Final         |
| Pos.              | Saltadora            | Nacionalidade | Pontos     | Pos.       | Pontos        | Pos.          |
| ----------------- | -------------------- | ------------- | ---------- | ---------- | ------------- | ------------- |
| Medalha de ouro   | Elena Bertocchi      | Itália        | 258.10     | 2          | 259.90        | 1             |
| Medalha de prata  | Michelle Heimberg    | Suíça         | 258.45     | 1          | 255.55        | 2             |
| Medalha de bronze | Chiara Pellacani     | Itália        | 254.80     | 3          | 254.15        | 3             |
| 4                 | Kristina Ilinykh     | Rússia        | 245.90     | 4          | 249.30        | 4             |
| 5                 | Emilia Nilsson Garip | Suécia        | 240.95     | 8          | 248.50        | 5             |
| 6                 | Maria Polyakova      | Rússia        | 241.60     | 6          | 247.35        | 6             |
| 7                 | Hanna Pysmenska      | Ucrânia       | 245.30     | 5          | 242.45        | 7             |
| 8                 | Clare Cryan          | Irlanda       | 241.60     | 6          | 234.30        | 8             |
| 9                 | Katherine Torrance   | Reino Unido   | 238.30     | 9          | 232.50        | 9             |
| 10                | Naïs Gillet          | França        | 231.75     | 12         | 214.10        | 10            |
| 11                | Saskia Oettinghaus   | Alemanha      | 235.50     | 10         | 213.75        | 11            |
| 12                | Alena Khamulkina     | Bielorrússia  | 234.05     | 11         | 204.00        | 12            |
| 13                | Lena Hentschel       | Alemanha      | 230.95     | 13         | Não avançaram | Não avançaram |
| 14                | Emma Gullstrand      | Suécia        | 230.55     | 14         | Não avançaram | Não avançaram |
| 15                | Rocío Velázquez      | Espanha       | 223.50     | 15         | Não avançaram | Não avançaram |
| 16                | Jade Gillet          | França        | 223.30     | 16         | Não avançaram | Não avançaram |
| 17                | Kaja Skrzek          | Polónia       | 221.80     | 17         | Não avançaram | Não avançaram |
| 18                | Madeline Coquoz      | Suíça         | 218.90     | 18         | Não avançaram | Não avançaram |
| 19                | Valeria Antolino     | Espanha       | 217.75     | 19         | Não avançaram | Não avançaram |
| 20                | Laura Valore         | Dinamarca     | 213.10     | 20         | Não avançaram | Não avançaram |
| 21                | Anna Arnautova       | Ucrânia       | 208.70     | 21         | Não avançaram | Não avançaram |
| 22                | Oona Abbema          | Países Baixos | 208.10     | 22         | Não avançaram | Não avançaram |
| 23                | Yasmin Harper        | Reino Unido   | 205.50     | 23         | Não avançaram | Não avançaram |
| 24                | Caroline Kupka       | Noruega       | 203.65     | 24         | Não avançaram | Não avançaram |
| 25                | Anne Tuxen           | Noruega       | 185.30     | 25         | Não avançaram | Não avançaram |
| 25                | Daphne Wils          | Países Baixos | 185.30     | 25         | Não avançaram | Não avançaram |
| 27                | Petra Sándor         | Hungria       | 181.65     | 27         | Não avançaram | Não avançaram |
| 28                | Marcela Marić        | Croácia       | 174.50     | 28         | Não avançaram | Não avançaram |
| 29                | Patrícia Kun         | Hungria       | 172.35     | 29         | Não avançaram | Não avançaram |
| 30                | Zora Opalka          | Eslováquia    | 170.50     | 30         | Não avançaram | Não avançaram |
| 31                | Cara Albiez          | Áustria       | 169.70     | 31         | Não avançaram | Não avançaram |